# トム・モナハン
トーマス・スティーブン・モナハン（Thomas Stephen Monaghan、1937年3月25日 - ）は、アメリカ合衆国の実業家である。1960年にドミノ・ピザを創業した。また、1983年から1992年までデトロイト・タイガースのオーナーを務めていた。
モナハンは敬虔なカトリック教徒であり、1998年にドミノ・ピザの経営を引退すると、株式の93パーセントを10億ドルでベインキャピタルに売却し、以降はカトリック教徒としての活動に注力している。人工妊娠中絶反対運動や、その他の「国家の道徳的危機と戦う」ためのカトリックの教えを支持し、それらを推進するために数億ドルを費やしている。

## 若年期
モナハンはミシガン州アナーバーで1937年3月25日に生まれた。モナハンが4歳のときに父が亡くなり、1943年、6歳のときから1949年まで弟と共に孤児院に預けられた。モナハンが預けられたのはミシガン州ジャクソンのセント・ジョセフ・ホーム・フォー・チルドレンで、修道会フェリシアン・シスターズのリボニア支部が運営していた。モナハンが敬虔なカトリック教徒になったのはそこの修道女の影響である。モナハンは司祭になることを志してグランドラピッズのセント・ジョセフ神学校に入学したが、何度も規律違反をしたことにより神学校を追放された。
1956年、陸軍に入隊するつもりで、誤って海兵隊に入隊した。1959年に名誉除隊した。

## ドミノ・ピザ
1959年、海兵隊を除隊して故郷のアナーバーに戻り、建築家になるためにミシガン大学に入学した。在学中、弟のジェームズとともに、借りた900ドルでミシガン州イプシランティにある「ドミニック」(DomiNick's)という小さなピザ屋を買収した。モナハン自身の言によれば、これは学費を稼ぐためだったが、大赤字を出し、大学をやめてピザ屋に専念することになった。これがドミノ・ピザに発展することになる。さらに3店舗を開店させた後、弟の持ち分をフォルクスワーゲン・ビートルと交換で譲り受けた。モナハンはメニューからサンドイッチを外し、大学のキャンパスへの配達に注力し、そのために新しいピザボックスを開発した。この新しい箱は、積み重ねても中のピザがつぶれないようになっており、また断熱性を高めて温かいまま配達ができるようになった。モナハンはドミノ・ピザをフランチャイズ展開し、他の大学都市にもこのビジネスモデルを広めた。1980年代半ばには、1日あたり約3店舗が開店するほどになっていた。
1989年、全米女性同盟(NOW)が、モナハンが人工妊娠中絶に反対していることを理由に、ドミノ・ピザの不買運動を呼びかけたが、これが同社の売上にどの程度の影響を与えたかは不明である。
1984年、アナーバーにドミノ・ファーム・オフィス・パークを開設し、ドミノ・ピザの本社ビルを建てた。
1998年、モナハンはドミノ・ピザの株式の93パーセントをベインキャピタルに推定10億ドルで売却した。ドミノ・ファーム・オフィス・パークは依然としてモナハンが保有している。

## ジャイリーン・バーガー
2011年12月、モナハンはジャイリーン・バーガー・カンパニー(Gyrene Burger Company)を設立した。"Gyrene"は1940年代から1950年代にかけて使われた「海兵隊員」を意味する言葉で、ジャイリーン・バーガーはミリタリーをテーマとしたハンバーガーショップというコンセプトだった。モナハンは、元海兵隊員を含む退役軍人に対し、ジャイリーン・バーガーのフランチャイズの奨励金を支給した。旗艦店はフロリダ州ネイプルズにあったが、後にテネシー州ノックスビルに移転した。2018年8月現在で、営業中の店は存在しない。

## ライフスタイル
モナハンは、ドミノ・ピザで蓄えた富により、贅沢な生活ができるようになった。しかし、C・S・ルイスの著書『キリスト教の精髄』(Mere Christanity)の「高慢」に関する一節を読んだことで態度を改め、デトロイト・タイガースを含む様々な派手な保有物を売却した。社長室にあった高価なフランク・ロイド・ライトの調度品を全て手放し、革張りの床もはがして応接室にした。また、ライトの影響を受けた巨大な邸宅の建設も中止した。

### デトロイト・タイガース
1983年、モナハンはデトロイト・タイガースを買収してオーナーになった。タイガースは、翌1984年のワールドシリーズで優勝した。この時期にMLBコミッショナーのボウイ・キューンと知り合い、モナハンが球団運営から退いた後も親しい友人であり続けた。1986年には、自伝"Pizza Tiger"の中でピザと野球への情熱を語った。1992年、同業者のリトル・シーザーズを経営するマイク・イリッチに球団を売却した。

### フランク・ロイド・ライト
モナハンはフランク・ロイド・ライトの建築に傾倒していた。ドミノ・ピザの本社ビルは、ライトのプレーリースクール建築の影響を強く受けている。モナハンは、ライトのダイニングテーブルと椅子を160万ドルで購入するなど、ライトの調度品のコレクターだった。

### その他
モナハンは自動車の収集もしていた。世界に6台しか現存しないブガッティ・ロワイヤルのうちの1台を1986年に810万ドルで購入したが、1991年に800万ドルで売却した。
1990年代初頭に、ホンジュラスの山間部の町に邸宅を建てた。また、ニカラグアの首都マナグアにあった、1972年の地震で被災し放置された旧マナグア大聖堂の代わりとなる新マナグア大聖堂の建設に資金を提供した。

## 慈善事業
モナハンは敬虔なカトリック教徒であり、特に人工妊娠中絶反対運動に関心を持っている。モナハンは「アヴェ・マリア財団」などのカトリック団体やアヴェ・マリア大学などの教育機関を設立し、あるいは設立に協力した。モナハンは、ドミノ・ピザの売却で得た10億ドルの大半を慈善活動に使っている。

## 私生活
ピザの配達中に知り合ったマージョリー・ザイバック(Marjorie Zybach)と1962年に結婚した。マージョリーとの間にマーガレット、スーザン、メアリー、バーバラの4人の娘がおり、2014年現在で孫が10人、ひ孫が1人いる。
モナハンは共和党を支持している。2008年の大統領選挙ではサム・ブラウンバックの選挙活動に資金を提供した。2020年の大統領選挙ではドナルド・トランプを支持した。